# SingStar Vol. 3
SingStar Vol. 3 es un juego de karaoke del sistema PlayStation 3 publicado por Sony Computer Entertainment Europe y desarrollado por SCEE y London Studio. Esta es la 3ª entrega en la saga SingStar para PlayStation 3.
SingStar Vol. 3 como el juego original, es distribuido tanto solo el juego (Disco Blu-Ray), o el juego y un par de micrófonos acompañado - uno rojo y otro azul-. SingStar es compatible con la cámara PlayStation Eye que sirve para visualizar a los jugadores en la pantalla mientras cantan.

## Listas de canciones

### Lista Española
| Artista                     | Canción                              | Canción sustituida...                                     |
| --------------------------- | ------------------------------------ | --------------------------------------------------------- |
| SingStar Vol. 3             |                                      |                                                           |
| Amaral                      | "Kamikaze"                           | Aerosmith - "Cryin'"                                      |
| Belanova                    | "Baila Mi Corazón"                   | Amy McDonald - "This Is The Life"                         |
| Carlos Baute                | "Tú No Sabes Que Tanto"              | Barry Manilow - "Copacabana"                              |
| Chenoa                      | "El Bolsillo del Revés"              | Coldplay - "Viva La Vida"                                 |
| Conchita                    | "Tres segundos"                      | David Bowie - "Space Oddity"                              |
| Despistaos                  | "Estoy aquí"                         | Deep Blue Something - "Breakfast At Tiffany's"            |
| Dover                       | "Serenade 07"                        | Dizzee Rascal ft. Calvin Harris & Chrome - "Dance Wiv Me" |
| El Canto del Loco           | "Eres Tonto"                         | Fall Out Boy - "This Aint A Scene… It's An Arms Race"     |
| Héroes del Silencio         | "La Chispa Adecuada"                 | Feargal Sharkey - "A Good Heart"                          |
| Huecco                      | "Reina de los Angelotes"             | Fergie - "Big Girls Don't Cry"                            |
| Jaula de grillos            | "Veinte Años"                        | Gwen Stefani ft. Akon - "The Sweet Escape"                |
| Joaquín Sabina              | "Por el bulevar de los sueños rotos" | Happy Mondays - "Kinky Afro"                              |
| Julieta Venegas             | "Me Voy"                             | Heaven 17 - "Temptation"                                  |
| La Fuga                     | "Buscando en la Basura"              | K.D. Lang - "Constant Craving"                            |
| La Oreja de Van Gogh        | "Cuídate"                            | Kate Bush - "Babooshka"                                   |
| La Quinta Estación          | "Me Muero"                           | Leo Sayer - "You Make Me Feel Like Dancing"               |
| Los Delincuentes            | "La Primavera Trompetera"            | Lionel Richie - "All Night Long"                          |
| M-Clan                      | "Roto Por Dentro"                    | Paul McCartney & Stevie Wonder - "Ebony & Ivory"          |
| Macaco                      | "Con La Mano Levantá"                | Queen - "Killer Queen"                                    |
| Malú                        | "Aprendiz"                           | Sara Bareilles - "Love Song"                              |
| Mecano                      | "No Hay Marcha en Nueva York"        | Smashing Pumpkins - "1979"                                |
| Melendi                     | "Desde mi ventana"                   | Take That - "Could It Be Magic"                           |
| Melocos con Natalia Jiménez | "Cuando Me Vaya"                     | Texas - "Say What You Want"                               |
| Michael Jackson             | "Billie Jean"                        |                                                           |
| Mister Cometa               | "Me Gustaría"                        | The Communards - "Never Can Say Good-Bye"                 |
| No Way Out                  | "Lo Mismo"                           | The Ting Tings - "Shut Up And Let Me Go"                  |
| Pastora                     | "Grandes despedidas"                 | Timbaland ft. Keri Hilson - "The Way I Are"               |
| Pereza                      | "Todo"                               | Timbaland ft. OneRepublic - "Apologize"                   |
| Pignoise                    | "Sin Ti"                             | Transvision Vamp - "Baby I Don't Care"                    |
| Sin Rumbo                   | "Morir Con Flequillo"                | Vampire Weekend - "Oxford Comma"                          |

### Lista Alemana
| Lista Alemana        | Lista Alemana              | Lista Alemana                                             |
| Artista              | Canción                    | Canción Sustituida                                        |
| -------------------- | -------------------------- | --------------------------------------------------------- |
| SingStar Vol. 3      |                            |                                                           |
| Anastacia            | "Sick And Tired"           | Dizzee Rascal ft. Calvin Harris & Chrome - "Dance Wiv Me" |
| Fettes Brot          | "Emanuela"                 | Fall Out Boy - "Thnks Fr Th Mmrs"                         |
| Herbert Grönemeyer - | "Mensch"                   | Happy Mondays - "Kinky Afro"                              |
| Ich + Ich            | "So Soll Es Bleiben"       | K.D. Lang - "Constant Craving"                            |
| Stanfour             | "For All Lovers"           | Smashing Pumpkins - "1979"                                |
| Stefanie Heinzmann   | "My Man Is A Mean Man"     | Timbaland ft. OneRepublic - "Apologize"                   |
| Toploader            | "Dancing In The Moonlight" | Transvision Vamp - "Baby I Don't Care"                    |
| Yael Naim            | "New Soul"                 | Vampire Weekend - "Oxford Comma"                          |

### Lista Italiana
En la versión italiana no permaneció ninguna de las canciones de la versión internacional.
| Lista Italiana    | Lista Italiana                   | Lista Italiana |
| Artista           | Canción                          |                |
| ----------------- | -------------------------------- | -------------- |
| SingStar Vol. 3   |                                  |                |
| Anna Tatangelo    | "Il Mio Amico"                   |                |
| Biagio Antonacci  | "Iris"                           |                |
| Carmen Consoli    | "Amore Di Plastica"              |                |
| Edoardo Bennato   | "L'Isola Che Non C'è"            |                |
| Fabio Concato     | "Speriamo Che Piova"             |                |
| Fabrizio Moro     | "Eppure Mi Hai Cambiato La Vita" |                |
| Finley            | "Ricordi"                        |                |
| Finley            | "Tutto È Possibile"              |                |
| Franco Battiato   | "Bandiera Bianca"                |                |
| Gianluca Grignani | "Cammina Nel Sole"               |                |
| Gigi D'Alessio    | "Quanti Amori"                   |                |
| Irene Grandi      | "Buon Compleanno"                |                |
| Jovanotti         | "Fango"                          |                |
| Jovanotti         | "Ti Sposerò"                     |                |
| L'Aura            | "Basta!"                         |                |
| Laura Pausini     | "Resta In Ascolto"               |                |
| Ligabue           | "Happy Hour"                     |                |
| Ligabue           | "Ho Perso Le Parole"             |                |
| Marina Rei        | "Primavera"                      |                |
| Max Pezzali       | "Eccoti"                         |                |
| Max Pezzali       | "Torno Subito"                   |                |
| Negrita           | "Non Ci Guarderemo Indietro Mai" |                |
| Niccolò Fabi      | "Milioni Di Giorni"              |                |
| Omar Pedrini      | "Shock"                          |                |
| Pino Daniele      | "Dubbi Non Ho"                   |                |
| Simone Cristicchi | "Ti Regalerò Una Rosa"           |                |
| Tiziano Ferro     | "E Raffaella E’ Mia"             |                |
| Tiziano Ferro     | "Rosso Relativo"                 |                |
| Vasco Rossi       | "C'è Chi Dice No"                |                |
| Velvet            | "Boy Band"                       |                |